# Томброс, Михалис
Михалис Томброс (греч. Μιχάλης Τόμπρος; 12 ноября 1889[…], Афины — 28 мая 1974[…], Афины) — греческий скульптор, профессор Афинской школы изящных искусств и член Афинской академии наук.

## Биография

Караискакис, Георгиос -конная статуя, Афины.

Родился в Афинах в 1889 году, но происходил с острова Андрос из семьи мраморщиков-скульпторов. С 1903 по 1909 годы учился скульптуре в  Афинской школе изящных искусств у  Георгия Врутоса,  Лазароса Сохоса, Александра Калудиса и Димитриоса Гераниотиса. Продолжил учёбу в Париже в  Академии Жюлиана у L. H. Bouchard и P. M. Landowski.
В 1915 году, в возрасте 25 лет, выставил свою работу «Атлет», которая была отмечена критиками и прессой.
В 1919 году греческий ПМ Венизелос, Элефтериос поручил Томбросу сделать бронзовую копию, в 1/3 натуральной величины, только что раскопанной Нике Пеонии. Венизелос намеревался подарить копию во время переговоров в Париже в 1920 году французскому командующему союзных сил Франше д’Эспере, Луи-Феликс-Мари-Франсуа. Эта работа оказала влияние на некоторые будущие работы Томброса, включая одноимённую Нике. .
В 1919 году Томброс начал преподавать скульптуру на архитектурном факультете  Афинского Политехнического университета, но в 1923 году подал в отставку после реакций вызванных его позицией против создания Военного музея.
Прожил в Париже до 1928 года.
В период 1935-36 годов были издателем журнала искусства «20-й век».
После вмешательства генерала  Метаксаса, был назначен профессором в Афинскую школу изящных искусств в 1938 году и в том же году, при поддержке диктаторского режима Метаксаса, представлял Грецию на выставке Биеналле в Венеции. В 1943 году, был назначен оккупационным правительством директором департамента Изящных искусств при Министерстве образования.
С 1957 по 1959 годы был директором Афинской школы изящных искусств и в 1960 году прекратил преподавательскую работу. В 1968 году был избран членом Афинской академии наук.
В 1979 году, многие его работы были подарены Музею Современного искусства на острове Андрос, где и выставлены отдельной экспозицией.

## Творчество

Нике -Военный музей, Афины.

Афанасий Дьяк -Военный музей, Афины.

Боец Священного отряда (Священный отряд (1942)) -Военный музей, Афины.

Его работы в мраморе  бронзе гипсе и  глине значительны и многочисленны. Скульптуры которые он делал по заказу (бюсты, статуи) носят реалистический или классический/академический характер.
Сразу после своего возвращения из Парижа он выставил в 1928 году своих бронзовых «Танцовщицу» и «Торс танцовщицы». Влияние Нике Пеонии в этих его работах нельзя недооценить.
Напротив его свободные работы несут на себе печать модернистских течений Парижа межвоенной эпохи.
Томброс оказал влияние на своё но и на последующее поколения скульпторов. Не отказываясь от реализма и использования форм древнего искусства, Томброс принёс в Грецию западные тенденции кубизма и пост-кубизма, уходя от пресыщенной академической тематики начала 20-го века. Его интерес к пластическим элементам формы очевиден в его работе «Толстая женщина». Более скудные линии и плоскости выражают внутреннюю динамику тел в его работе 1929 года «Две подруги», выполненной сначала в мраморе, а затем в бронзе. Эта работа Томброса основана на эллинистическом мотиве 1-го века до н. э.
.
В 1932 ГОДУ Томброс совершил поворот к греческой традиции, обосновывая его и теоретически на страницах своего журнала «20-й век».
Его путь к модернизму прослеживается с 1950 года, когда он увлёкся Абстракцией, в рамках которой он выполнил несколько впечатляющих работ.
Основной заслугой Томброса историки искусства считают восстановление мостов с классическим искусством, которые практически были разрушены академизмом, его уважение к до-классическому изобразительному искусству и народным традициям и наследию. Историки искусства отмечают что Томброс был первым греческим скульптором, ознаменовавшим переход греческой скульптуры от Мюнхена и классицизма к Парижу и течениям независимого авангарда.